# Свети Георги (Галатища)
Вижте пояснителната страница за други значения на Свети Георги.
„Свети Георги“ (на гръцки: Ἱερός Ναός Ἁγίου Γεωργίου Γαλατίστης) е православна църква в паланката Галатища, Халкидики, Гърция, част от Йерисовската, Светогорска и Ардамерска епархия. Църквата е построена в 1833 година и е енорийски храм. Църквата има ценни икони от XIX век. Храмът притежава икони от майстори от Галатищката художествена школа. Иконите „Исус Христос Вседържител“ (1896), подписана „διά χειρός Αστερίου Αναγνώστου“ и „Света Богородица Одигитрия“ (1898), подписана „χειρ Αστερίου Αναγνώστου“ са на Астерьос Анагност. Иконите „Христос Вседържител“ (1834, „διά χειρός Βενιαμίν μοναχού του εκ Γαλατίστης“) и „Свети Георги“ (1834) са дело на Вениамин Галатищки.